# História da aviação no Rio Grande do Sul
A história da aviação no Rio Grande do Sul abrange mais de 100 anos, desde que o primeiro voo de balão foi realizado, em 1905, pelo português Magalhães Costa.

## Pioneiros
Em setembro de 1905 foi anunciado com grande alarde pelos jornais a chegada do lusitano Magalhães Costa e seu balão "O Portugal". Foi escolhido para a ascensão um domingo, no Campo da Redenção, mais precisamente no Circo de Touradas, próximo a onde hoje está o prédio da Faculdade de Medicina. Para o evento foram cobrados ingressos que possibilitavam assistir a subida do balão de dentro do Circo das Touradas. Além disso, havia um grande público ao redor da arena, várias vezes mais numeroso.
A primeira tentativa não obteve sucesso. O processo foi lento, o balão levou mais de quatro horas para ser inflado com hidrogênio. Após serem uma revisão técnica, o "Portugal" iniciou uma vagarosa subida, mas apesar do entusiasmo dos presentes, em função do vento, o balão perdeu altura e foi cair, sem maiores contratempos, perto da Rua da Margem (atual rua João Alfredo) bem próximo ao Riacho.
Uma semana depois, houve nova tentativa, desta vez com parte da renda ingressos doados para a caridade e com Magalhães Costa acompanhado pela esposa, Maria Ida, no voo.  Às quinze horas, o “Portugal” inicia uma ascensão exitosa. O balão cruza todo o Campo da Redenção, segue em direção ao centro da cidade, passando pela rua Duque de Caxias, Praça da Matriz, seguindo em direção ao cais, até cruzar o Lago Guaíba e aterrissar, após 37 minutos de voo, em Guaíba.
O primeiro voo de avião, aconteceu em setembro de 1911, quando chegou a Porto Alegre, Bartolomeo Cattaneo, com sua aeronave Blériot, a bordo do vapor Javari do Loide Brasileiro, sendo recebido pelas autoridades locais, sociedades italianas e pela população local. No dia do voo, foi levado para o antigo hipódromo do Menino Deus, sendo o avião cuidadosamente preparado e inspecionado para a histórica façanha marcada para as 16 horas de 19 de setembro.
Após a decolagem, Cattaneo tomou uma boa altura e fez várias evoluções sobre a cidade, principalmente na área do Menino Deus. Depois do final do voo foi alvo de delirantes manifestações, sendo carregado em triunfo até as arquibancadas do hipódromo. A multidão era tão grande que havia 200 homens da Brigada Militar fazendo o policiamento. Nos dias seguintes Cattaneo realizou outros voos em Porto Alegre, um deles, devido ao forte vento, fez a aeronave precipitar-se no morro do Menino Deus sem maiores danos para o piloto e avião.

## Aviação comercial
A primeira companhia aérea criada no Rio Grande do Sul foi a VARIG, também foi a primeira companhia brasileira. Criada em 7 de maio de 1927, em Porto Alegre, fundada pelo imigrante alemão Otto Ernst Meyer, em conjunto com diversas personalidades teuto-brasileiras do Rio Grande do Sul, como Alberto Bins, Artur e Waldemar Bromberg (filhos de Martin Bromberg), Emílio Gertum, Jorge Pfeiffer (dono do Banco Pfeiffer), Ernst Rotermund, Rudolph Ahrons.

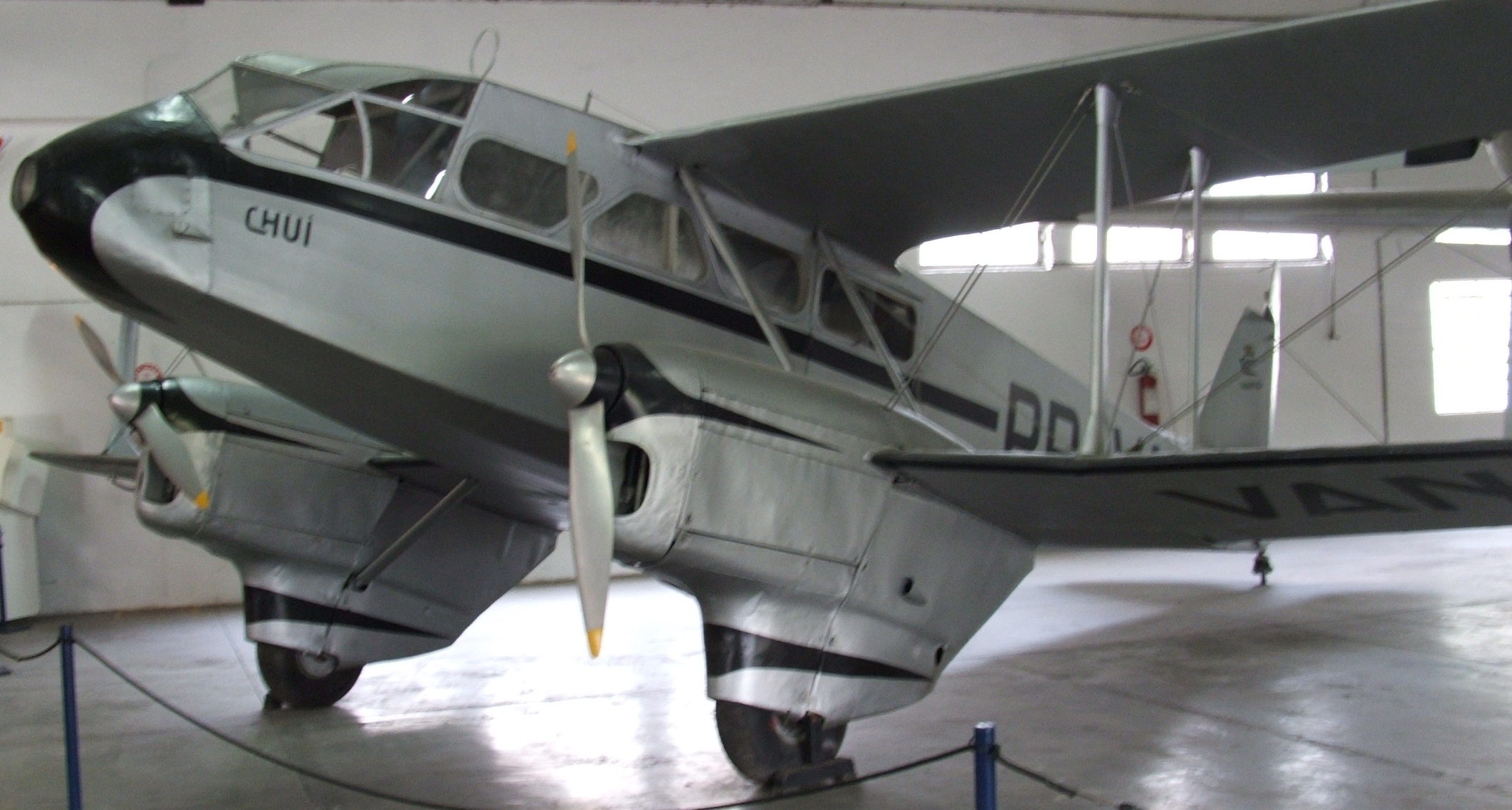
De Havilland Dragon Rapide da Varig, exposto no MUSAL

No início a Varig operava apenas voos regionais no Rio Grande do Sul com aviões de diferentes tipos e origens, priorizando aviões de fabricação alemã. Mas isso mudou em 1943, quando chegaram os primeiros Lockheed L-10 Electra que operaram até a década de 1950. Esses aviões iniciaram a padronização da frota da Varig, o que reduziu custos de manutenção e treinamento e iniciou a expansão da Varig dentro do Brasil. Nesses primeiros anos, a Varig operou alguns tipos únicos em sua frota e alguns aviões arrendados de outras empresas recém criadas como o Syndicato Condor.
Na década de 1940, a Varig operou seu primeiro voo internacional, ligando Porto Alegre a Montevidéu, com a aeronave inglesa De Havilland DH-89 Dragon Rapide. A partir de 1946 a Varig apresentou sua maior expansão de todos os tempos. Com o final da Segunda Guerra Mundial, as aeronaves eram encontradas a preços baixíssimos no mercado. Os tipos mais importantes que a Varig adquiriu nesse período foram os Douglas DC-3 e os Curtiss C-46, que chegaram em 1946 e operaram até a década de 1970.
Em 25 de novembro de 1946 surge um novo competidor para a Varig, sendo fundada, na cidade de Rio Grande, Rio Grande do Sul, a Sociedade Anônima Viação Aérea Gaúcha, ou SAVAG. Os idealizadores da empresa, Augusto Otero e Gustavo Kraemer, contaram com o apoio das Indústrias Leal Santos para adquirir, da Panair do Brasil, os três primeiros Lockheed Lodestar, em janeiro de 1947. Em outubro do mesmo ano, foram iniciados os serviços que ligavam as cidades gaúchas de Porto Alegre, Rio Grande e Pelotas, que foram expandidos ao norte do estado no ano seguinte. Inicialmente, a empresa foi sediada na Ilha do Terrapleno, em Rio Grande, de propriedade do Ministério da Marinha, devolvida à União em 1954. A SAVAG disputava com a VARIG a maioria de suas rotas, o que despertou o interesse da Cruzeiro do Sul, que cedeu à empresa dois Douglas DC-3. O apoio de grandes empresas brasileiras à SAVAG acabou levando a VARIG a pressionar as autoridades aeronáuticas, o que, gradualmente, causou o cancelamento das linhas da SAVAG. Em 1º de janeiro de 1966, já bastante enfraquecida e operando apenas entre Porto Alegre e Curitiba, a empresa foi definitivamente absorvida pela Cruzeiro do Sul.
A VARIG, seguiu crescendo e atingiu seu apogeu, entre as décadas de 1950 e 1980, conhecida pelo seu requintado serviço de bordo em todas as três classes, operava rotas internacionais para América, Europa, África e Ásia, no início com os Lockheed Constellation e Douglas DC-6, mais tarde com os Boeing 707 e Sud Aviation Caravelle, e por fim com os Douglas DC-10 e Boeing 747. Em 20 de julho de 2006, após ter entrado no processo de recuperação judicial, teve sua parte estrutural e financeiramente boa isolada e vendida para a Varig Logística S.A. através da constituição da razão social VRG Linhas Aéreas S.A., a qual, em 9 de abril de 2007, foi cedida para a Gol Transportes Aéreos.

## Aviação militar
Em agosto de 1921, o Serviço de Aviação Militar, parte do Exército do Brasil cria dois campos de aviação em Santa Maria e em Alegrete, permanecendo lá sediadas até 1930, quando foram dissolvidas e seu equipamento foi transferido para a Escola de Aviação Militar.
A Brigada Militar do Rio Grande do Sul, criou o Serviço de Aviação da Brigada, em 31 de maio de 1923 com duas aeronaves argentinas, porém a iniciativa durou pouco em 1924, foi extinto o serviço de aviação.
Em 1933, foi criado, em Santa Maria, o 3º Regimento de Aviação da Aviação Militar do Exército, que no ano seguinte foi transferido para Canoas, quando da criação da Base Aérea de Canoas.

## Aviação agrícola
A aviação agrícola iniciou no Rio Grande do Sul e no Brasil em 19 de agosto de 1947, quando, por causa de uma praga de gafanhotos na região de Pelotas, foi realizado o primeiro voo agrícola, coordenado pelo Engenheiro Agrônomo Leôncio Fontelle e pilotado por Clóvis Candiota. A aeronave utilizado foi um Muniz, modelo M-9, bi-plano de fabricação nacional, equipada com depósito e um dosador próprio, controlado pelo piloto com capacidade de carga de aproximadamente 100 quilos de BHC.

## Aeroportos
O local onde hoje está situado o Aeroporto Internacional Salgado Filho originalmente pertencia à Brigada Militar do Rio Grande do Sul, ao  Serviço de Aviação da Brigada, quando foi extinto o serviço de aviação, o campo foi mantido como Parque de Aviação por Oreste Dionísio Boroni, sob contrato com o governo. No local servia para demonstrações de aviação esportiva, como o de Antônio Gonçalves Rei, que exibiu suas habilidades em 1926. No ano de 1932 a VARIG, com a compra de seus primeiros aviões com trem de pouso (os anteriores eram hidroaviões), passou a utilizar esse espaço, que passou a ser conhecido como Aeródromo de São João - para basear seus voos no Rio Grande do Sul. Para garantir a operação em qualquer época do ano o prefeito Alberto Bins mandou aterrar as áreas mais alagadiças, além de construir um valo para levar as águas até o Rio Gravataí. Por volta de 1937 o aeródromo passou ao controle federal, sendo então construído o primeiro terminal de passageiros, inaugurado em 3 de Julho de 1940, com entrada pela rua 18 de novembro. Em 12 de outubro de 1951, o Aeródromo de São João passou a ser designado Aeroporto Internacional Salgado Filho, homenagem ao político gaúcho, Joaquim Pedro Salgado Filho, deputado federal e senador pelo estado do Rio Grande do Sul e Ministro do Trabalho (1932-1938) e da Aeronáutica (1941-1945).

## Fabricantes aeronáuticos
Um dos primeiros a construir aeronaves no Rio Grande do Sul, foi Joaquim da Costa Fonseca Filho que, em 1939, construiu seu primeiro avião, em Pelotas, o F.1. Em 1942 construiu o F.2 que levou ao Rio de Janeiro, com planos de criar a Sociedade Industrial de Aviões Pelotense, porém não obteve a homologação do modelo, nem financiamento para construir a fábrica. O cantor e compositor Vítor Ramil inspirou-se vagamente na vida de Joaquim Fonseca Filho ao compor "Joquim" (pronunciado [djôukin]), a sua versão da canção "Joey" (1976), de Bob Dylan. "Joquim" foi incluída no disco "Tango" (1987), e sua letra cita alguns feitos de Joaquim Fonseca Filho, entre eles a construção dos aviões.

## Acidentes
Os seguintes acidentes aéreos aconteceram no Rio Grande do Sul, em ordem cronológica:
- 25 de abril 1931, um  Junkers A-50, prefixo P-BAAE/PP-VAE, chamado de Varig "Bagé", fez pouso forçado na Ilha dos Mosquitos, em Porto Alegre, morreu o co-piloto e o piloto perdeu uma das pernas, mas sobreviveu.[11]
- 28 de fevereiro de 1942, um Junkers JU-52/3m da Varig, prefixo PP-VAL, batizado de VARIG 'Maua', caiu às margens do rio Guaíba, em Porto Alegre pouco depois de decolar do Aeroporto São João, morreram seis dos vinte e um ocupantes, entre eles o piloto e o mecânico de voo.[11]
- 7 de março de 1948, um Lockheed 10 Electra da Varig, prefixo PP-VAS, caiu em Porto Alegre.[11]
- 11 de janeiro de 1949, o Lodestar de prefixo PP-SAC da Savag caiu logo após decolar de Pelotas, causando a morte de seus oito ocupantes, provavelmente por contaminação de combustível.[11]
- 2 de agosto de 1949, um  Curtiss C-46, prefixo PP-VBI, proveniente de São Paulo, com destino a Porto Alegre, pegou fogo no compartimento de carga em voo, fez pouso forçado em Jaquirana, município de São Francisco de Paula. Faleceram quatro passageiros e um tripulante.[11]
- 30 de julho de 1950, um  Lodestar, de prefixo PP-SAA da Savag, voava baixo entre Porto Alegre e São Borja, devido ao mau tempo, quando bateu em um morro do município de São Francisco de Assis. Todos os 12 ocupantes morreram. Entre eles, estavam o piloto e fundador da empresa, Gustavo Kraemer, e o senador Joaquim Pedro Salgado Filho.[12]